# Cybocephalus brevis
Cybocephalus brevis là một loài bọ cánh cứng trong họ Cybocephalidae. Loài này được Grouvelle miêu tả khoa học năm 1913.